# Дунаев, Анатолий Фёдорович
Анато́лий Фёдорович Дуна́ев (род. 17 февраля 1941) — чемпион СССР по академической гребле, мастер спорта СССР, Заслуженный тренер России, кандидат педагогических наук.

## Спортивная деятельность
Выступал в соревнованиях по академической гребле за ДСО «Динамо».
Тренеры — 3. П. Маврина, заслуженный тренер СССР Э. О. Лин.
2-кратный чемпион СССР (1963, 1964),
3-кратный призёр чемпионатов СССР (1961, 1962, 1965).
Победитель международных соревнований.

## Тренерская деятельность
1966—1985 — тренер ДСО «Динамо».
Подготовил 13 чемпионов СССР среди юношей, взрослых — призёра Олимпиады В. Клешнева, чемпионов СССР А. Иванова, С. Захарова и др.